# Akiba (Vorname)
Akiba ist ein männlicher Vorname. Er kommt aus dem Aramäischen עֲקִיבָא und bedeutet „Ferse“. Von derselben semitischen Wurzel ist auch Jakob abgeleitet.

## Namensträger
- Akiba ben Josef (hebräisch עקיבא בן יוסף; um 50/55–135), gewöhnlich Rabbi Akiba genannt, gehört zu den bedeutendsten Vätern des rabbinischen Judentums und wird zu den Tannaim der zweiten Generation gezählt
- Akiba Eger (Akiba ben Mose Eger, Akiba der Jüngere, Akiba ben Moses Gins aus Eisenstadt; 1761–1837), Rabbiner in Märkisch-Friedland und Posen
- Akiba Eisenberg (1908–1983), erster Oberrabbiner der Israelitischen Kultusgemeinde in Wien nach dem Zweiten Weltkrieg.
- Jacob Akiba Marinsky (1918–2005), US-amerikanischer Chemiker und Mitentdecker des Elements Promethium
- Akiba Rubinstein (1880–1961), polnischer Schachspieler
- Ernst Akiba Simon (1899–1988), israelischer Religionsphilosoph, Pädagoge und Historiker deutscher Herkunft
- Akiba Israel Wertheimer (genannt Breslauer; 1778–1835), deutscher Oberlandesrabbiner in Altona und Schleswig-Holstein